# ميدلسكس غيلدهول
ميدلسكس غيلدهول هو مقر المحكمة العليا في المملكة المتحدة واللجنة القضائية التابعة لمجلس الملكة الخاص. يقع في الركن الجنوبي الغربي من ميدان البرلمان في لندن.

## التاريخ

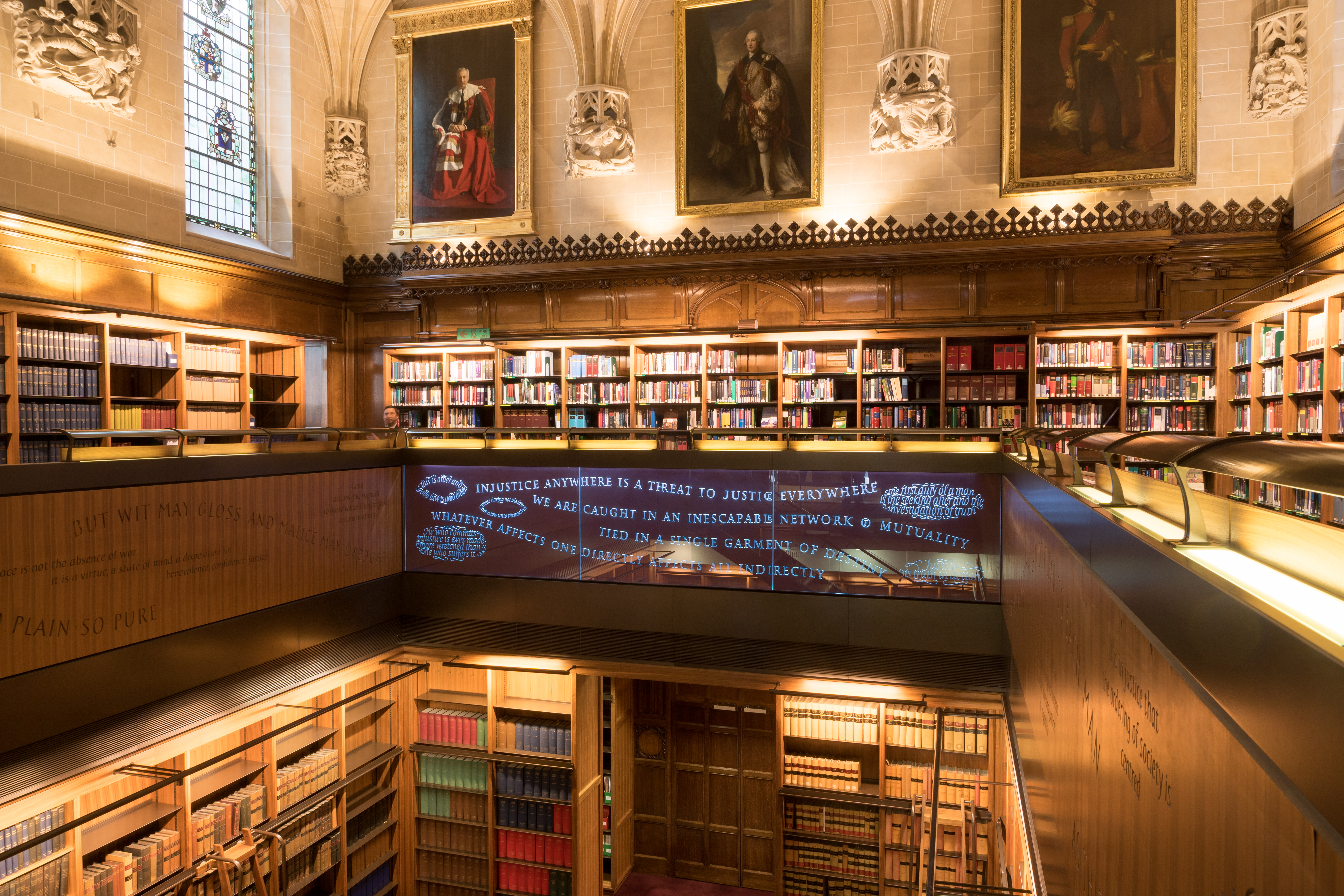
مكتبة القضاة في مبنى المحكمة العليا

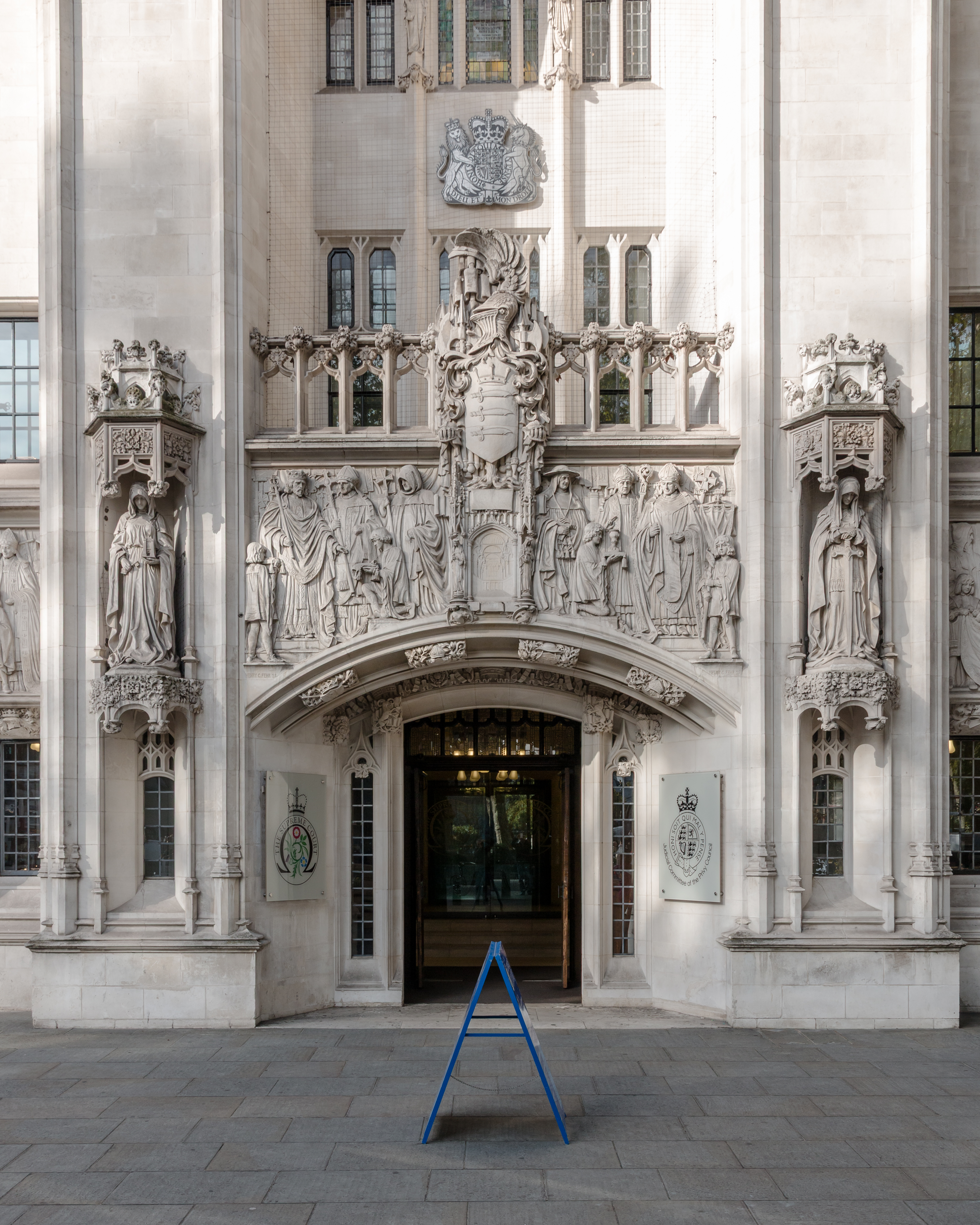
واجهة المبنى

كان الموقع الموجود في الركن الجنوبي الغربي من ميدان البرلمان في الأصل عبارة عن جرس دير وستمنستر. صمّم صموئيل بيبيس كوكريل أول دار بلدية بشكلٍ مثمن مع رواق دوريك لقضاة المدينة وليبرتي في وستمنستر في عام 1805. في عام 1889 أصبحت وستمنستر جزءًا من مقاطعة لندن، خارج الولاية القضائية لمقاطعة ميدلسكس. في تقسيم الملكية بين مجالس مقاطعة ميدلسكس ولندن، تحولت النقابة في وستمنستر إلى ميدلسكس في مقابل دار ميدلسكس للدورات في كليركينويل. بالإضافة إلى كونها وسيلة لإقامة العدل، في أعقاب تنفيذ قانون الحكم المحلي لعام 1888، الذي أنشأ مجالس المقاطعات في كل مقاطعة، أصبحت الكنيسة أيضًا مكان اجتماع مجلس مقاطعة ميدلسكس.
تم بناء غيلدهول الحالية والثالثة، التي صممها جيمس غلين سيفرايت جيبسون في ما أسماه نيكولاس بيفسنر أسلوب «الفن القوطي الحديث»، بين عامي 1912 و1913. له مدخل في العمق يعود إلى القرن السابع عشر. في الأصل كان جزءًا من سجن توتيل فيلدز بريدويل، تم نقل الباب إلى هذا الموقع لإدراجه في المبنى. تم تزيين المبنى بالغرغل على طراز العصور الوسطى ومنحوتات معمارية أخرى قام بها هنري تشارلز فير.
بعد تنفيذ قانون حكومة لندن لعام 1963، تم إلغاء مجلس مقاطعة ميدلسكس وجلسات ميدلسكس في عام 1965، ولكن استمرت جلسات النقابة الكبرى في لندن. بعد إلغاء جلسات الربع في عام 1972، تم استخدامه كمحكمة التاج.
تم إغلاق ميدلسكس غيلدهول للتجديد في عام 2007 لتحويله لاستخدامه كموقع للمحكمة العليا الجديدة في المملكة المتحدة واللجنة القضائية لمجلس الملكة الخاص. بدأت المحكمة العليا، المنشأة بموجب القانون بموجب قانون الإصلاح الدستوري لعام 2005، عملها في 1 أكتوبر 2009.

## الجدل حول التحويل
بعد أن اختارت الحكومة ميدلسكس غيلدهول لتكون مقرًا للمحكمة العليا الجديدة، تم إدراك أن هناك حاجة إلى قدر كبير من العمل لترميم المبنى وتكييفه مع الاستخدام الجديد. تم تطوير خطط التجديد من قبل المهندسين المعماريين فيلدين وميسون، بدعم من فوستر وشركاه.
كان المحافظيين قلقين من أن التحويل المخطط له لن يكون مناسبا إلى هذا المبنى التاريخي الهام. وميدلسكس مقر النقابة هي من الدرجة الثانية * بناء المدرجة، وبيان الأهمية في هيئة التراث الإنجليزي تصنف المحكمة الرئيسية الثلاثة بأنها «غير مسبوقة من قبل أي قاعات المحاكم ألاخرى من حيث الجودة واكتمال التجهيزات الخاصة» في 26 أغسطس 2004. تضمنت أعمال التحويل إزالة العديد من التركيبات والتجهيزات الأصلية.